# Microsoft To Do
Microsoft To Do（マイクロソフト トゥ ドゥ）とは、Microsoft社が提供する、クラウド型のタスク管理アプリケーションである。

## 歴史
Microsoft To Doは2017年に、基本的な機能だけ備えたプレビュー版としてリリースされたのが最初である。その後の2018年6月にリストの共有などの多くの機能が導入された。
2019年9月に大型アップデートが行われ、Wunderlistに近いUIが採用された。また、元々名称がTo-Doだったのに対し、To Doに変更されるなどの若干の名称の変更も行われた。

## 対応環境
(この節の出典)
- iOS - iOS 9以上
- Windows - Windows 10以降
- Android - Android OS 4.4以上
- Web - Safari、Chrome、Edge、Firefoxの最新版